# Kayak Island

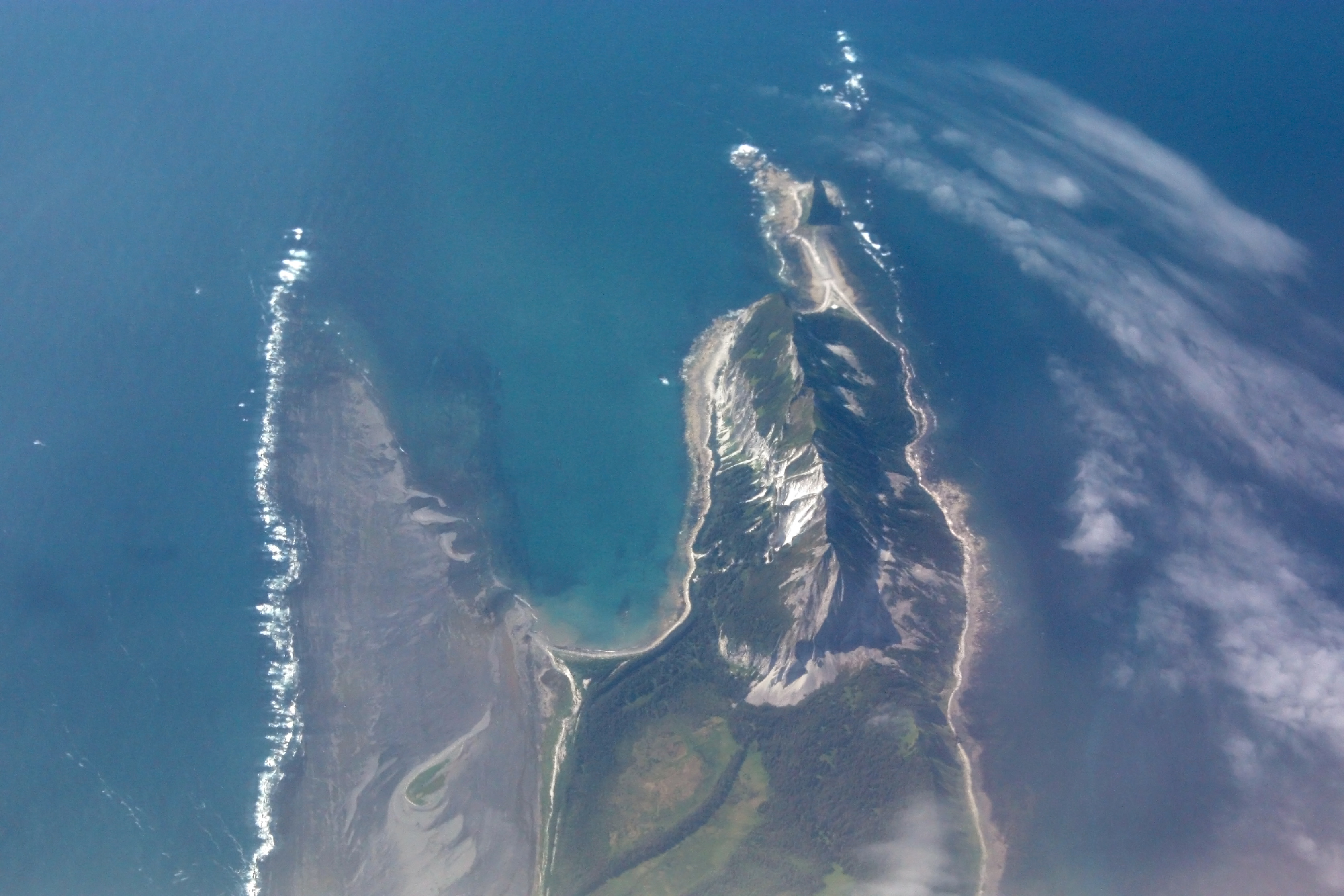
Capo Sant'Elia (in alto il sud)

Kayak Island è situata nel golfo dell'Alaska (USA) vicino alla sua costa settentrionale. Si trova di fronte a Katalla e a 100 km a sud-est della città di Cordova (Alaska) ed è al limite sud-est del parco nazionale Chugach (Chugach National Forest). Amministrativamente appartiene alla Census Area di Valdez-Cordova dell'Unorganized Borough, in Alaska, ed è disabitata.
L'isola, di forma lunga e stretta, ha una superficie di 73,695 km² e la sua altezza massima è di 234 m. Alla sua estremità sud-occidentale, capo Sant'Elia, c'è un faro.

## Storia
Si crede che l'isola sia quella avvistata e denominata "Sant'Elia" da Vitus Bering nel 1741 a bordo della San Pietro, durante la Seconda spedizione in Kamčatka: dietro l'isola si stagliava l'imponente profilo del monte Saint Elias. Faceva parte della spedizione il naturalista Georg Steller che sull'isola era sbarcato e aveva fatto i primi rilevamenti di quella regione occidentale. Sull'isola si trova infatti il Bering Expedition Landing Site (luogo di approdo della spedizione Bering), decretato National Historic Landmark (luogo di interesse storico nazionale) nel 1978.
Nel 1778 il capitano James Cook aveva seppellito una bottiglia contenente un foglio e due pezzetti d'argento ricevuti a questo scopo da Richard Kaye, cappellano di Giorgio III e l'aveva chiamata isola Kaye (Kaye island).
Nel 1779 il navigatore spagnolo Ignacio de Arteaga y Bazán, avvistata l'isola il 16 luglio, giorno dedicato alla Vergine del Camine, l'aveva chiamata isola del Carmine (isla del Carmen).
L'isola è stata poi chiamata Kayak nel 1826 da Gavriil Saryčev della Marina russa, a causa della somiglianza del suo profilo con la canoa eschimese.